# Jozo Šimunović
Jozo Šimunović, né le 4 août 1994, est un footballeur croate évoluant actuellement au poste de défenseur central.

## Biographie

### En club
Avec le Celtic FC, il dispute les seizièmes de finale de la Ligue Europa en 2018, puis à nouveau en 2019.
Il participe à la phase de groupe de la Ligue des champions en 2016 (deux matchs joués), puis à nouveau en 2017 (quatre matchs joués).

### En équipe nationale
Avec les moins de 17 ans, il inscrit un but lors d'un match amical contre l'équipe d'Autriche en mars 2011.
Par la suite, il officie à plusieurs reprises comme capitaine de la sélection des moins de 19 ans.
Avec les moins de 20 ans, il participe à la Coupe du monde des moins de 20 ans en 2013. Lors du mondial junior organisé en Turquie, il officie comme titulaire et joue quatre matchs. La Croatie s'incline en quart de finale face au Chili.
Avec les espoirs, il inscrit un but lors d'un match amical contre la Norvège en novembre 2014. A plusieurs reprises, il officie comme capitaine des espoirs.

## Palmarès
- Dinamo Zagreb
  - Championnat de Croatie :
    - Champion : 2013, 2014, 2015 et 2016

  - Coupe de Croatie : 
    - Vainqueur : 2015
    - Finaliste : 2014

- Celtic Glasgow
  - Championnat d'Écosse :
    - Champion : 2016, 2017, 2018, 2019 et 2020

  - Coupe de la Ligue écossaise : 
    - Vainqueur : 2016, 2017, 2018 et 2019

  - Coupe d'Écosse :
    - Vainqueur en 2017, 2018 et 2019

## Statistiques
Actualisées le 16 février 2015
| Club          | Saison       | Championnat | Championnat | Coupe  | Coupe | Européen | Européen | Total  | Total |
| Club          | Saison       | Matchs      | Buts        | Matchs | Buts  | Matchs   | Buts     | Matchs | Buts  |
| ------------- | ------------ | ----------- | ----------- | ------ | ----- | -------- | -------- | ------ | ----- |
| Dinamo Zagreb | 2012-2013    | 3           | 1           | —      | —     | —        | —        | 3      | 1     |
| Dinamo Zagreb | 2013-2014    | 23          | 2           | 3      | 0     | 6        | 0        | 32     | 2     |
| Dinamo Zagreb | 2014-2015    | 8           | 0           | —      | —     | 7        | 0        | 15     | 0     |
| Career total  | Career total | 34          | 3           | 3      | 0     | 13       | 0        | 50     | 3     |